# كولكورد (أوكلاهوما)
كولكورد (بالإنجليزية: Colcord, Oklahoma)‏ هي بلدة أمريكية تقع في الولايات المتحدة في مقاطعة ديلوير. يقدر عدد سكانها بـ 819 نسمة ومساحتها 6.5 كم2 ووترتفع عن سطح البحر 357 متر.

## التركيبة السكانية
حدّد مكتب تعداد الولايات المتحدة بيانات التركيبة السكانية لكولكورد في تعداد الولايات المتحدة. في ما يلي، التركيبة السكانية حسب تعدادي 2000 و2010.

### تعداد عام 2000
بلغ عدد سكان كولكورد 819 نسمة بحسب تعداد عام 2000، وبلغ عدد الأسر 285 أسرة وعدد العائلات 198 عائلة مقيمة في البلدة. في حين سجلت الكثافة السكانية 129.4 نسمة لكل كيلومتر مربع (335.1/ميل2). وبلغ عدد الوحدات السكنية 322 وحدة بمتوسط كثافة قدره 50.9 لكل كيلومتر مربع (131.8/ميل2).
وتوزع التركيب العرقي للبلدة بنسبة 65.08% من البيض و0.12% من الأمريكيين الأفارقة و25.03% من الأمريكيين الأصليين و0.12% من الأعراق الأخرى و9.65% من عرقين مختلطين أو أكثر و1.95% من الهسبانيون أو اللاتينيون من أي عرق.
بلغ عدد الأسر 285 أسرة كانت نسبة 48.1% منها لديها أطفال تحت سن الثامنة عشر تعيش معهم، وبلغت نسبة الأزواج القاطنين مع بعضهم البعض 48.1% من أصل المجموع الكلي للأسر، ونسبة 17.2% من الأسر كان لديها معيلات من الإناث دون وجود شريك،  بينما كانت نسبة 4.2% من الأسر لديها معيلون من الذكور دون وجود شريكة وكانت نسبة 30.5% من غير العائلات. تألفت نسبة 26.7% من أصل جميع الأسر من عدة أفراد يعيشون في نفس المنزل ونسبة 13.7% كانت تتألف من شخص يعيش بمفرده يبلغ من العمر 65 عاماً أو أكثر. وبلغ متوسط حجم الأسرة المعيشية 2.87، أما متوسط حجم العائلات فبلغ 3.50.
بلغ العمر الوسطي للسكان 29.8 عاماً. وكانت نسبة 35% من القاطنين تحت سن الثامنة عشر، وكانت نسبة 8.4% بين الثامنة عشر والرابعة والعشرين عاماً، ونسبة 29.4% كانت واقعةً في الفئة العمرية ما بين الخامسة والعشرين والرابعة والأربعين عاماً، ونسبة 18.6% كانت ما بين الخامسة والأربعين والرابعة والستين، ونسبة 8.5% كانت ضمن فئة الخامسة والستين عاماً فما فوق. يوجد لكل 100 أنثى 95.5 ذكر، ويوجد لكل 100 أنثى في الثامنة عشر من عمرها فما فوق 89.3 ذكر.
بلغ متوسط دخل الأسرة في البلدة 21,181 دولارًا، أما متوسط دخل العائلة فبلغ 23,750 دولارًا. وكان متوسط دخل الذكور 23,333 دولارًا مقابل 17,045 دولارًا للإناث. وسجل دخل الفرد الخاص بالبلدة 10,440 دولارًا. وكانت نسبة 30% من العائلات ونسبة 30.1% من السكان تحت خط الفقر، وكان من هؤلاء نسبة 31.2% تحت سن الثامنة عشر ونسبة 33.8% في الخامسة والستين من العمر وما فوق.

### تعداد عام 2010
بلغ عدد سكان كولكورد 815 نسمة بحسب تعداد عام 2010، وبلغ عدد الأسر 283 أسرة وعدد العائلات 206 عائلة مقيمة في البلدة. في حين سجلت الكثافة السكانية 128.8 نسمة لكل كيلومتر مربع (333.6/ميل2). وبلغ عدد الوحدات السكنية 315 وحدة بمتوسط كثافة قدره 49.8 لكل كيلومتر مربع (129.0/ميل2).
وتوزع التركيب العرقي للبلدة بنسبة 61.96% من البيض و0.25% من الأمريكيين الأفارقة و25.40% من الأمريكيين الأصليين و0.49% من الأعراق الأخرى و11.90% من عرقين مختلطين أو أكثر و2.70% من الهسبانيون أو اللاتينيون من أي عرق.
بلغ عدد الأسر 283 أسرة كانت نسبة 43.8% منها لديها أطفال تحت سن الثامنة عشر تعيش معهم، وبلغت نسبة الأزواج القاطنين مع بعضهم البعض 50.5% من أصل المجموع الكلي للأسر، ونسبة 15.9% من الأسر كان لديها معيلات من الإناث دون وجود شريك،  بينما كانت نسبة 6.4% من الأسر لديها معيلون من الذكور دون وجود شريكة وكانت نسبة 27.2% من غير العائلات. تألفت نسبة 23.7% من أصل جميع الأسر من عدة أفراد يعيشون في نفس المنزل ونسبة 6.7% كانت تتألف من شخص يعيش بمفرده يبلغ من العمر 65 عاماً أو أكثر. وبلغ متوسط حجم الأسرة المعيشية 2.88، أما متوسط حجم العائلات فبلغ 3.38.
بلغ العمر الوسطي للسكان 34.3 عاماً. وكانت نسبة 29.7% من القاطنين تحت سن الثامنة عشر، وكانت نسبة 11% بين الثامنة عشر والرابعة والعشرين عاماً، ونسبة 22.7% كانت واقعةً في الفئة العمرية ما بين الخامسة والعشرين والرابعة والأربعين عاماً، ونسبة 27.4% كانت ما بين الخامسة والأربعين والرابعة والستين، ونسبة 9.2% كانت ضمن فئة الخامسة والستين عاماً فما فوق. وتوزع التركيب الجنسي للسكان بنسبة 49.7% ذكور و50.3% إناث.